# 정환식
정환식(鄭煥植)은 대한민국의 공무원이다. 제28대 병무청 차장을 지냈다. 본관은 하동이다.

## 학력
- 경북고등학교 졸업
- 영남대학교 학사
- 서울대학교 행정대학원 석사

## 경력
- 제23회 행정고시 합격
- 인천경기지방병무청장
- 대구경북지방병무청장
- 대전충남지방병무청장
- 병무청 선병국장
- 병무청 현역입영국장
- 병무청 기획조정관
- 부산지방병무청장
- 병무청 차장

| 전임 박경규 | 제28대 병무청 차장 2013년 5월 1일 ~ 2014년 11월 19일 | 후임 김노운 |